# カラガ地方

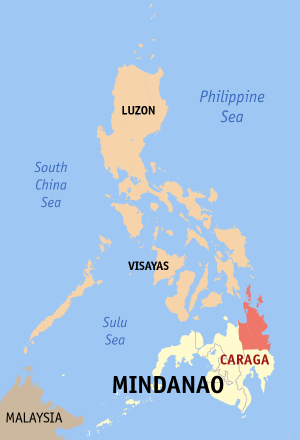

カラガ地方（カラガちほう、Caraga, Region XIII）は、フィリピン南部ミンダナオ島の北東部にある地方で、1966年6月18日にアグサン州が南北2つに分割されて、現在4州で構成されている。東部にディウアタ山地が南北に走り、2,000mを越える山もある。西にも山地が占めていて、その東西の間にアグサン川が北流してミンダナオ海（ボホール海）へと注ぐ。
南接しているダバオ地方の東ダバオ州内にはカラガと同名の地方自治体が存在する。
北スリガオ州の北部にあるディナガット島では、大部分の自治体が2006年12月にディナガット・アイランズ州を形成し、北スリガオ州から分離した。

## 州
- ミンダナオ島
  - 南アグサン州
  - 北アグサン州
  - 南スリガオ州
  - 北スリガオ州（シアルガオ島、ブカスグランデ島）
- ディナガット島
  - ディナガット・アイランズ州